# كسوف الشمس 14 أكتوبر 2023
سيحدث كسوف حلقي للشمس يوم السبت 14 أكتوبر 2023. يحدث كسوف الشمس عندما يمر القمر بين الأرض والشمس، وبالتالي يحجب صورة الشمس كليًا أو جزئيًا عن مشاهد على الأرض. يحدث الكسوف الحلقي للشمس عندما يكون القطر الظاهري للقمر أصغر من قطر الشمس، مما يحجب معظم ضوء الشمس ويتسبب في ظهور الشمس على شكل حلقة.
يظهر الخسوف الحلقي ككسوف جزئي فوق منطقة من الأرض بعرض آلاف الكيلومترات أو الأميال. سيكون هذا هو الخسوف الحلقي الثاني الذي يمكن رؤيته من البوكيرك خلال 11 عامًا، حيث يعبر مسار كسوف مايو 2012 . يحدث بعد 4.6 أيام فقط من الأوج (نقطة الأوج في 10 أكتوبر 2023)، سيكون قطر القمر الظاهر أصغر.
سيعبر إجمالي الكسوف الشمسي المستقبلي الولايات المتحدة في أبريل 2024 (12 ولاية) (ساروس 139، العقدة الصاعدة) وأغسطس 2045 (10 ولايات) (ساروس 136، العقدة التنازلية)، وسيحدث كسوف حلقي للشمس في يونيو 2048 (9) الدول) (ساروس 128، عقدة تنازلية).

## الرؤية

### الولايات المتحدة الأمريكية
سيبدأ مسار الكسوف في عبور الولايات المتحدة في ولاية أوريغون، والدخول في ديونز سيتي، مروراً بنيوبورت، ومتنزه كريتر ليك الوطني، وغابات أمبكوا وفريمونت الوطنية، ويوجين، وميدفورد.  تم سيغطي أكثر الركن الشمالي الشرقي من ولاية كاليفورنيا (في الغابات الوطنية مودوك)، فإنه سيتوجه خلال ولاية نيفادا (يمر عبر صحراء بلاك روك، وينيموكا وإلكو) ويوتا (تمر فوق حديقة الوادي الوطنية، غلين كانيون المحلية والإقليمية التسلية وبلاف).  بعد ذلك، ستغطي الركن الشمالي الشرقي من ولاية أريزونا (بما في ذلك كاينتا) والزاوية الجنوبية الغربية من كولورادو (بما في ذلك كورتيز ومحمية جبل أوتي).  في نيو مكسيكو، سيمر بعد ذلك فوق فارمنجتون، وألبوكيرك، وسانتا في، وروزويل، وكارلسباد.  بعد ذلك، سيدخل تكساس، مروراً بميدلاند وأوديسا وسان أنجيلو وسان أنطونيو وكوربوس كريستي قبل دخول خليج المكسيك.

### المكسيك
في المكسيك، سوف يمر الخسوف فوق شبه جزيرة يوكاتان، وسوف يغطي مدينة كامبيتشي في ولاية كامبيتشي، وأوكسكوتسكاب في ولاية يوكاتان (بالقرب من ميريدا)، وشيتومال في كوينتانا رو. 

### أمريكا الوسطى
في بليز، سوف يمر الخسوف فوق بلموبان ومدينة بليز قبل مغادرة الأرض مرة أخرى 
نقطة الخسوف الأكبر ستحدث بالقرب من ساحل نيكاراغوا. 
بعد ذلك، في كوستاريكا ستمر فوق ليمون، وفي بنما ستمر فوق سانتياغو وتقترب من مدينة بنما. 

### جنوب أمريكا
في أمريكا الجنوبية، سيدخل الكسوف إلى كولومبيا من المحيط الهادئ وتمر عبر بيريرا، كالي، إيباجي ونيفا.  في البرازيل، قبل أن ينتهي في المحيط الأطلسي. 

## الصور
مسار متحرك

## الخسوفات ذات الصلة

### كسوف 2023
- كسوف شمسي هجين في 20 أبريل.
- خسوف شبه قمري للقمر في 5 مايو.
- كسوف حلقي للشمس في 14 أكتوبر.
- خسوف جزئي للقمر في 28 أكتوبر.

### كسوف الشمس في 2022-2025
هذا الكسوف هو جزء من سلسلة كسوف الشمس في 2022-2025 . يتكرر الكسوف في كل 177 يومًا تقريبًا و 4 ساعات في العقد المتناوبة من مدار القمر.
| مجموعات سلسلة كسوف الشمس من 2022 إلى 2025 | مجموعات سلسلة كسوف الشمس من 2022 إلى 2025 | مجموعات سلسلة كسوف الشمس من 2022 إلى 2025 | مجموعات سلسلة كسوف الشمس من 2022 إلى 2025 | مجموعات سلسلة كسوف الشمس من 2022 إلى 2025 | مجموعات سلسلة كسوف الشمس من 2022 إلى 2025 | مجموعات سلسلة كسوف الشمس من 2022 إلى 2025 |
| ----------------------------------------- | ----------------------------------------- | ----------------------------------------- | ----------------------------------------- | ----------------------------------------- | ----------------------------------------- | ----------------------------------------- |
| عقدة تصاعدية                              | عقدة تصاعدية                              | عقدة تصاعدية                              |                                           | عقدة تنازلية                              | عقدة تنازلية                              | عقدة تنازلية                              |
| ساروس                                     | خريطة                                     | جاما                                      | ساروس                                     | خريطة                                     | جاما                                      |                                           |
| 119                                       | كسوف الشمس 30 أبريل 2022 Partial          | -1.19008                                  | 124                                       | كسوف الشمس 25 أكتوبر 2022 Partial         | 1.07014                                   |                                           |
| 129                                       | كسوف الشمس 20 أبريل 2023 Hybrid           | -0.39515                                  | 134                                       | كسوف الشمس 14 أكتوبر 2023 Annular         | 0.37534                                   |                                           |
| 139                                       | كسوف الشمس 8 أبريل 2024 Total             | 0.34314                                   | 144                                       | كسوف الشمس 2 أكتوبر 2024 Annular          | -0.35087                                  |                                           |
| 149                                       | كسوف الشمس 29 مارس 2025 Partial           | 1.04053                                   | 154                                       | 2025 September 21 [الإنجليزية] Partial    | -1.06509                                  |                                           |

### ساروس 134
وهي جزء من دورة ساروس 134 وتتكرر كل 18 سنة و 11 يوماً وتحتوي على 71 حدثاً.
بدأت السلسلة بكسوف جزئي للشمس في 22 يونيو 1248. وهي تحتوي على:
- كسوف كلي من 9 أكتوبر 1428 حتى 24 ديسمبر 1554
- خسوفًا هجينًا من 3 يناير 1573 حتى 27 يونيو 1843
- خسوفًا حلقيًا من 8 يوليو 1861 حتى 21 مايو 2384
- تنتهي السلسلة عند الحدث 71 ككسوف جزئي في 6 أغسطس 2510.

كانت أطول مدة الكلية هي دقيقة واحدة و 30 ثانية في 9 أكتوبر 1428. تحدث جميع الكسوفات في هذه السلسلة عند العقدة الهابطة للقمر.
| أعضاء السلسلة 32-48 تحدث بين 1801 و 2100: | أعضاء السلسلة 32-48 تحدث بين 1801 و 2100: | أعضاء السلسلة 32-48 تحدث بين 1801 و 2100: |
| 32                                        | 33                                        | 34                                        |
| ----------------------------------------- | ----------------------------------------- | ----------------------------------------- |
| June 6, 1807                              | June 16, 1825                             | June 27, 1843                             |
| 35                                        | 36                                        | 37                                        |
| July 8, 1861                              | July 19, 1879                             | July 29, 1897                             |
| 38                                        | 39                                        | 40                                        |
| August 10, 1915 [الإنجليزية]              | August 21, 1933 [الإنجليزية]              | September 1, 1951 [الإنجليزية]            |
| 41                                        | 42                                        | 43                                        |
| September 11, 1969 [الإنجليزية]           | September 23, 1987 [الإنجليزية]           | كسوف الشمس 3 أكتوبر 2005                  |
| 44                                        | 45                                        | 46                                        |
| كسوف الشمس 14 أكتوبر 2023                 | October 25, 2041 [الإنجليزية]             | November 5, 2059 [الإنجليزية]             |
| 47                                        | 48                                        |                                           |
| November 15, 2077 [الإنجليزية]            | November 27, 2095 [الإنجليزية]            |                                           |

### سلسلة إنكس
هذا الكسوف هو جزء من دورة إنكس طويلة الأمد، يتكرر عند العقد المتناوبة، كل 358 شهرًا سينوديًا (≈ 10571.95 يومًا، أو 29 عامًا ناقص 20 يومًا).
مظهرها وخط طولها غير منتظمين بسبب عدم التزامن مع الشهر غير الطبيعي (فترة الحضيض). ومع ذلك، فإن مجموعات 3 دورات إنكس (87 سنة ناقص شهرين) تقترب (≈ 1,151.02 شهرًا غير طبيعي)، لذا فإن الكسوف متشابه في هذه المجموعات.
| أعضاء سلسلة Inex بين عامي 1901 و 2100:       | أعضاء سلسلة Inex بين عامي 1901 و 2100:        | أعضاء سلسلة Inex بين عامي 1901 و 2100:        |
| -------------------------------------------- | --------------------------------------------- | --------------------------------------------- |
| </img> </br>3 يناير 1908 </br> (ساروس 130)   | </img> </br> 13 ديسمبر 1936 </br> (ساروس 131) | </img> </br> 23 نوفمبر 1965 </br> (ساروس 132) |
| </img> </br> 3 نوفمبر 1994 </br> (ساروس 133) | </img> </br> 14 أكتوبر 2023 </br> (ساروس 134) | </img> </br> 22 سبتمبر 2052 </br> (ساروس 135) |
| </img> </br> 3 سبتمبر 2081 </br> (ساروس 136) |                                               |                                               |

### سلسلة تريتوس
هذا الكسوف هو جزء من دورة تريتوس، يتكرر عند العقد المتناوبة كل 135 شهرًا متزامنًا (≈ 3986.63 يومًا، أو 11 عامًا ناقص شهر واحد).
مظهرها وخط طولها غير منتظمين بسبب نقص التزامن مع الشهر غير الطبيعي (فترة الحضيض)، لكن التجمعات المكونة من 3 دورات تريتوس (33 عامًا ناقص 3 أشهر) تقترب (≈ 434.044 شهرًا غير طبيعي)، لذا فإن الكسوف متشابه في هذه التجمعات.
| أعضاء السلسلة بين عامي 1901 و 2100            | أعضاء السلسلة بين عامي 1901 و 2100            | أعضاء السلسلة بين عامي 1901 و 2100            | أعضاء السلسلة بين عامي 1901 و 2100 |
| --------------------------------------------- | --------------------------------------------- | --------------------------------------------- | ---------------------------------- |
| </img> </br>21 سبتمبر 1903 </br> (ساروس 123)  | </img> </br> 21 أغسطس 1914 </br> (ساروس 124)  | </img> </br> 20 يوليو 1925 </br> (ساروس 125)  |                                    |
| </img> </br> 19 يونيو 1936 </br> (ساروس 126)  | </img> </br> 20 مايو 1947 </br> (ساروس 127)   | </img> </br> 19 أبريل 1958 </br> (ساروس 128)  |                                    |
| </img> </br> 18 مارس 1969 </br> (ساروس 129)   | </img> </br> 16 فبراير 1980 </br> (ساروس 130) | </img> </br> 15 يناير 1991 </br> (ساروس 131)  |                                    |
| </img> </br> 14 ديسمبر 2001 </br> (ساروس 132) | </img> </br> 13 نوفمبر 2012 </br> (ساروس 133) | </img> </br> 14 أكتوبر 2023 </br> (ساروس 134) |                                    |
| </img> </br> 12 سبتمبر 2034 </br> (ساروس 135) | </img> </br> 12 أغسطس 2045 </br> (ساروس 136)  | </img> </br> 12 يوليو 2056 </br> (ساروس 137)  |                                    |
| </img> </br> 11 يونيو 2067 </br> (ساروس 138)  | </img> </br> 11 مايو 2078 </br> (ساروس 139)   | </img> </br> 10 أبريل 2089 </br> (ساروس 140)  |                                    |
| </img> </br> 10 مارس 2100 </br> (ساروس 141)   |                                               |                                               |                                    |

### سلسلة ميتونيك
تكرر السلسلة ميتونيك كل 19 عامًا (6939.69 يومًا)، وتستمر حوالي 5 دورات. تحدث الكسوف في نفس تاريخ التقويم تقريبًا. بالإضافة إلى ذلك، تكرر سلسلة أوكتن الفرعية 1/5 من ذلك أو كل 3.8 سنوات (1387.94 يومًا). تحدث جميع الكسوفات في هذا الجدول عند العقدة الهابطة للقمر.
| سلسلة Octon مع 21 حدثًا بين 21 مايو 1993 و 2 أغسطس 2065 | سلسلة Octon مع 21 حدثًا بين 21 مايو 1993 و 2 أغسطس 2065 | سلسلة Octon مع 21 حدثًا بين 21 مايو 1993 و 2 أغسطس 2065 | سلسلة Octon مع 21 حدثًا بين 21 مايو 1993 و 2 أغسطس 2065 | سلسلة Octon مع 21 حدثًا بين 21 مايو 1993 و 2 أغسطس 2065 |
| من 20 إلى 21 مايو                                      | 8-9 مارس                                               | من 25 إلى 26 ديسمبر                                    | من 13 إلى 14 أكتوبر                                    | شهر اغسطس1–2                                           |
| 98                                                     | 100                                                    | 102                                                    | 104                                                    | 106                                                    |
| ------------------------------------------------------ | ------------------------------------------------------ | ------------------------------------------------------ | ------------------------------------------------------ | ------------------------------------------------------ |
| May 21, 1955                                           | March 9, 1959                                          | December 26, 1962                                      | October 14, 1966                                       | August 2, 1970                                         |
| 108                                                    | 110                                                    | 112                                                    | 114                                                    | 116                                                    |
| May 21, 1974                                           | March 9, 1978                                          | December 26, 1981                                      | October 14, 1985                                       | August 1, 1989                                         |
| 118                                                    | 120                                                    | 122                                                    | 124                                                    | 126                                                    |
| May 21, 1993 [الإنجليزية]                              | March 9, 1997 [الإنجليزية]                             | December 25, 2000 [الإنجليزية]                         | كسوف الشمس 14 أكتوبر 2004                              | كسوف الشمس 1 أغسطس 2008                                |
| 128                                                    | 130                                                    | 132                                                    | 134                                                    | 136                                                    |
| كسوف الشمس 20 مايو 2012                                | كسوف الشمس 9 مارس 2016                                 | كسوف الشمس 26 ديسمبر 2019                              | كسوف الشمس 14 أكتوبر 2023                              | August 2, 2027 [الإنجليزية]                            |
| 138                                                    | 140                                                    | 142                                                    | 144                                                    | 146                                                    |
| May 21, 2031 [الإنجليزية]                              | March 9, 2035 [الإنجليزية]                             | December 26, 2038 [الإنجليزية]                         | October 14, 2042 [الإنجليزية]                          | August 2, 2046 [الإنجليزية]                            |
| 148                                                    | 150                                                    | 152                                                    | 154                                                    | 156                                                    |
| May 20, 2050 [الإنجليزية]                              | March 9, 2054 [الإنجليزية]                             | December 26, 2057 [الإنجليزية]                         | October 13, 2061 [الإنجليزية]                          | August 2, 2065 [الإنجليزية]                            |
| 158                                                    | 160                                                    | 162                                                    | 164                                                    | 166                                                    |
| May 20, 2069 [الإنجليزية]                              | March 8, 2073                                          | December 26, 2076                                      | October 13, 2080                                       | August 1, 2084                                         |

## روابط خارجية
- www.solar-eclipse.de - متوسط التغطية السحابية والمدن على طول مسار الكسوف
- NationalEclipse.com موقع تعليمي يحتوي على لمحات عامة وخرائط وبيانات عن المدينة وأحداث ورسوم متحركة وبضائع ومعلومات تاريخية وموارد أخرى لكسوف 2023 وغيرها